# Kultura Gáva
Kultura Gáva – archeologiczna kultura epoki brązu w Europie.

## Kryteria wydzielenia
Została ona wydzielona na początku XX wieku na Słowacji. Głównym kryterium wydzielenia była charakterystyczna ceramika ze stożkowatymi guzkami wokół brzuśca i ornamentem sznurowym opasającym szyjkę naczynia. Istnieją bardzo duże podobieństwa pomiędzy typowymi naczyniami kultury Gáva a wazami typu Villanova z Italii. Niektórzy badacze tej kultury uważają, iż w początkach młodszej epoki brązu na teren północnej Italii oprócz grup ludności środkowodunajskiej kultury pól popielnicowych przeniknęły też grupy ludności kultury Gáva.

## Chronologia, geneza i zanik
Kultura Gáva datowana jest na okres Hallstatt A, gdzie na terenach nadcisańskich wraz z Banatem i zachodnią częścią Siedmiogrodu utrzymały się najdłużej tradycje kultury Otomani, a następnie rozwijały się ludności kultur lokalnych (Suciu de Sus, Cuceni), które były bezpośrednią podstawą w procesie formowania się nowej jednostki kulturowej, jaką jest kultura Gáva.
Zanik znalezisk związanych z kulturą Gava przypada na okres Hallstatt B i wiąże się z najazdami koczowniczych ludów wywodzących się ze stepów nadczarnomorskich – Kimmerów. Na obszary nadcisańskie migruje ludność, której przypisujemy utworzenie kultury Mezocsat, powiązana ze strefą wschodnioeuropejską.

## Obszar występowania i kontekst kulturowy
Ludność kultury Gáva od zachodu sąsiadowała z ludnością kultury mogiłowej a od wschodu z ludnością kultury Noua.
Osadnictwo ludności kultury Gáva pojawiło się we wschodniej Słowacji i przenikało na północ dolinami rzek Ondavy, Topli i Torysy aż do Karpat. Poprzez Przełęcz Dukielską ludność kultury Gáva przedostała się na północną cześć Karpat, gdzie w okolicach Krosna utworzyła się słabo dotąd rozpoznana enklawa tej kultury (Wietrzno), a jej elementy uchwytne są w środowisku kultury łużyckiej w okolicach Krakowa (Nowa Huta) nad górną Wisłą, gdzie tworzą też nie w pełni dotąd rozpoznane zgrupowanie. Pojedyncze naczynie typowe dla omawianej kultury znane jest z okolic Ostródy. Uczeni uważają też, że oddziaływania grup ludności kultury Gava wywarły pewien wpływ na wczesną fazę grupy tarnobrzeskiej. Po opanowaniu Siedmiogrodu ludność kultury Gáva przeniknęła poprzez Karpaty na teren górnego i częściowo środkowego Podniestrza, gdzie uformowała się kultura holihradzka. Oddziaływania ze strony kultury Gáva przenikały też poprzez Karpaty Wschodnie na teren Mołdawii.

## Społeczeństwo i gospodarka
W środowisku kultury Gáva rozwinął się bardzo poważny ośrodek odlewnictwa brązowego, oparty na złożach miedzi z Siedmiogrodu i wschodnich Węgier. Pozyskiwano też nad górną Cisą złoto, a na terenie Siedmiogrodu eksploatowano łatwo dostępne złoża soli kamiennej. Rozwój metalurgii, wydobycia soli i rozwinięty handel doprowadziły do znacznego bogactwa część ludności, zwłaszcza na terenie Siedmiogrodu, skąd znamy wielkie gromadne znaleziska wyrobów brązowych, liczące po kilkaset przedmiotów i dochodzące do kilkuset kilogramów wagi (np. skarb wyrobów brązowych z Ajud waży 760 kg). Największy ze skarbów siedmiogrodzkich, zespół wyrobów znalezionych w Uioara składa się z 5812 różnych przedmiotów i waży około 1100 kg.

## Osadnictwo
Ludność kultury Gáva zamieszkiwała osiedla otwarte, a na terenach wyżynnych, w Siedmiogrodzie i na Słowacji wznoszono grody.

## Obrządek pogrzebowy
Zmarłych składano w płaskich grobach popielnicowych. W stosunku do dużej liczby znanych osad dysponujemy małą liczbą cmentarzysk, które grupują się raczej nad Cisą w północno-wschodnich Węgrzech. Być może znaczna część ludności kultury Gáva stosowała taki obrządek pogrzebowy, który obecnie nie jest dla nas uchwytny za pomocą metod archeologicznych.

## Charakterystyczne wytwory kulturowe
Charakterystyczne przedmioty związane z tą kulturą to przede wszystkim naczynia wazowate o baniastym brzuścu, wyodrębnionej stożkowatej szyi i rozchylonym wylewie. Naczynia te były na ogół zdobione w górnej części brzuśca stożkowatymi guzkami, szerokimi ukośnymi żłobkami i grupami poziomych żłobków na szyi. Ceramika na ogół zewnętrzną powierzchnię ma wygładzoną, barwy czarnej a wewnętrzną czerwonej lub brunatnej.
Bardzo charakterystyczne dla przedstawicieli omawianej kultury były wyroby brązowe z ośrodka metalurgicznego kultury Gáva masowo eksportowane na tereny położone na zewnątrz od łuku Karpat, ku wschodowi i docierały aż na środkowe Podnieprze oraz ku północy na obszary położone w dorzeczu Wisły.